# Rick Wamsley
Pour les articles homonymes, voir Wamsley.
Richard James Wamsley (né le 25 mai 1959 à Simcoe, dans la province de l'Ontario au Canada) est un joueur professionnel de hockey sur glace ayant évolué à la position de gardien de but.

## Carrière
Réclamé au troisième tour du repêchage de 1979 par les Canadiens de Montréal alors qu'il évolue pour les Alexanders de Brantford de l'Association de hockey de l'Ontario, Rick Wamsley devient dès la saison suivante joueur professionnel alors qu'il rejoint le club affilié aux Canadiens dans la Ligue américaine de hockey, les Voyageurs de la Nouvelle-Écosse.
Appelé à disputer cinq rencontres avec Montréal en 1980-1981, il évolue la saison suivante sur une base régulière avec l'équipe et remporte avec Denis Herron le trophée William-M.-Jennings remis aux gardiens de l'équipe ayant accordé le moins de buts en saison régulière.
Échangé aux Blues de Saint-Louis afin de faire de la place au jeune Patrick Roy Wamsley reste avec l'équipe durant quatre saisons, passant aux mains des Flames de Calgary au cours de cette dernière saison. Il agit alors en tant qu'auxiliaire à Mike Vernon et est membre de la formation lorsque celle-ci met la main sur la Coupe Stanley en 1989 en défaisant lors de la finale les Canadiens de Montréal.
Passant aux Maple Leafs de Toronto durant la saison 1991-1992, il reste avec eux durant une saison supplémentaire avant de se retirer de la compétition à l'été 1993.

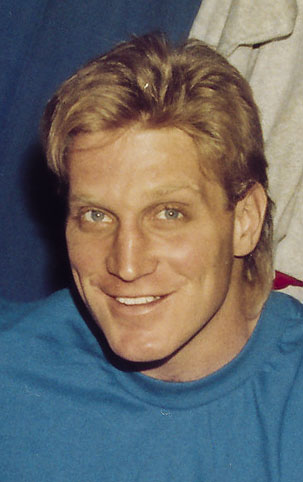
Rick Wamsley est coéquipier de Brett Hull

### Carrière d'entraîneur
Wamsley débute derrière le banc en 1994, acceptant le poste d'entraîneur-adjoint pour les Maple Leafs, il reste en fonction durant deux saisons puis, après deux années d'inactivité, il accepte le même rôle pour la saison 1998-1999 avec les Colts de Barrie de la Ligue de hockey de l'Ontario.
Nommé entraîneur des gardiens de buts pour les Blue Jackets de Columbus en 2001, il reste en fonction durant trois saisons avant de rejoindre l'organisation des Blues de Saint-Louis en 2006 où il est nommé entraîneur-adjoint.

## Statistiques

### En club
| Saison     | Équipe                          | Ligue      |     | Saison régulière | Saison régulière | Saison régulière | Saison régulière | Saison régulière | Saison régulière | Saison régulière | Saison régulière | Saison régulière | Saison régulière |   | Séries éliminatoires | Séries éliminatoires | Séries éliminatoires | Séries éliminatoires | Séries éliminatoires | Séries éliminatoires | Séries éliminatoires | Séries éliminatoires | Séries éliminatoires |
| Saison     | Équipe                          | Ligue      | PJ  | V                | D                | Pr/N             | Min              | BC               | Moy              | % Arr            | Bl               | Pun              | PJ               | V | D                    | Min                  | BC                   | Moy                  | % Arr                | Bl                   | Pun                  |                      |                      |
| 1976-1977  | Fincups de Saint Catharines     | AHO        | 12  |                  |                  |                  |                  |                  | 3,34             |                  | 0                |                  | 3                | 0 | 1                    |                      |                      | 4,52                 |                      | 0                    |                      |                      |                      |
| 1977-1978  | Fincups de Hamilton             | AHO        | 25  |                  |                  |                  |                  |                  | 2,97             |                  | 2                |                  | 3                | 2 | 1                    |                      |                      | 2,9                  |                      | 0                    |                      |                      |                      |
| 1978-1979  | Alexanders de Brantford         | AHO        | 24  |                  |                  |                  |                  |                  | 5,32             |                  | 0                |                  |                  |   |                      |                      |                      |                      |                      |                      |                      |                      |                      |
| 1979-1980  | Voyageurs de la Nouvelle-Écosse | LAH        | 40  | 19               | 16               | 2                |                  |                  | 3,25             |                  | 2                |                  | 3                | 1 | 1                    |                      |                      | 5,03                 |                      | 0                    |                      |                      |                      |
| 1980-1981  | Canadiens de Montréal           | LNH        | 5   | 3                | 0                | 1                |                  |                  | 1,9              |                  | 1                |                  |                  |   |                      |                      |                      |                      |                      |                      |                      |                      |                      |
| 1980-1981  | Voyageurs de la Nouvelle-Écosse | LAH        | 43  | 17               | 19               | 3                |                  |                  | 3,92             |                  | 0                |                  | 4                | 2 | 1                    |                      |                      | 1,81                 |                      | 1                    |                      |                      |                      |
| 1981-1982  | Canadiens de Montréal           | LNH        | 38  | 23               | 7                | 7                |                  |                  | 2,75             |                  | 2                |                  | 5                | 2 | 3                    |                      |                      | 2,2                  |                      | 0                    |                      |                      |                      |
| 1982-1983  | Canadiens de Montréal           | LNH        | 46  | 27               | 12               | 5                |                  |                  | 3,51             | 87,8             | 0                |                  | 3                | 0 | 3                    |                      |                      | 2,76                 |                      | 0                    |                      |                      |                      |
| 1983-1984  | Canadiens de Montréal           | LNH        | 42  | 19               | 17               | 3                |                  |                  | 3,7              | 85,3             | 2                |                  | 1                | 0 | 0                    |                      |                      | 0                    | 100                  | 0                    |                      |                      |                      |
| 1984-1985  | Blues de Saint-Louis            | LNH        | 40  | 23               | 12               | 5                |                  |                  | 3,26             | 88,5             | 0                |                  | 2                | 0 | 2                    |                      |                      | 3,5                  | 87,5                 | 0                    |                      |                      |                      |
| 1985-1986  | Blues de Saint-Louis            | LNH        | 42  | 22               | 16               | 3                |                  |                  | 3,43             | 89,4             | 1                |                  | 10               | 4 | 6                    |                      |                      | 3,9                  | 87,9                 | 0                    |                      |                      |                      |
| 1986-1987  | Blues de Saint-Louis            | LNH        | 41  | 17               | 15               | 6                |                  |                  | 3,54             | 88,3             | 0                |                  | 2                | 1 | 1                    |                      |                      | 2,5                  | 90,7                 | 0                    |                      |                      |                      |
| 1987-1988  | Blues de Saint-Louis            | LNH        | 31  | 13               | 16               | 1                |                  |                  | 3,4              | 88,8             | 2                |                  |                  |   |                      |                      |                      |                      |                      |                      |                      |                      |                      |
| 1987-1988  | Flames de Calgary               | LNH        | 2   | 1                | 0                | 0                |                  |                  | 4,11             | 86,1             | 0                |                  | 1                | 0 | 1                    |                      |                      | 3,84                 | 75                   | 0                    |                      |                      |                      |
| 1988-1989  | Flames de Calgary               | LNH        | 35  | 17               | 11               | 4                |                  |                  | 2,96             | 88,1             | 2                |                  | 1                | 0 | 1                    |                      |                      | 6                    | 80                   | 0                    |                      |                      |                      |
| 1989-1990  | Flames de Calgary               | LNH        | 36  | 18               | 8                | 6                |                  |                  | 3,26             | 87,5             | 2                |                  | 1                | 0 | 1                    |                      |                      | 11,04                | 60,9                 | 0                    |                      |                      |                      |
| 1990-1991  | Flames de Calgary               | LNH        | 29  | 14               | 7                | 5                |                  |                  | 3,05             | 88,8             | 0                |                  | 1                | 0 | 0                    |                      |                      | 25,53                | 50                   | 0                    |                      |                      |                      |
| 1991-1992  | Flames de Calgary               | LNH        | 9   | 3                | 4                | 0                |                  |                  | 4,47             | 85               | 0                |                  |                  |   |                      |                      |                      |                      |                      |                      |                      |                      |                      |
| 1991-1992  | Maple Leafs de Toronto          | LNH        | 8   | 4                | 3                | 0                |                  |                  | 3,78             | 87,6             | 0                |                  |                  |   |                      |                      |                      |                      |                      |                      |                      |                      |                      |
| 1992-1993  | Maple Leafs de Toronto          | LNH        | 3   | 0                | 3                | 0                |                  |                  | 5,64             | 83.5             | 0                |                  |                  |   |                      |                      |                      |                      |                      |                      |                      |                      |                      |
| 1992-1993  | Maple Leafs de Saint-Jean       | LAH        | 2   | 0                | 1                | 0                |                  |                  | 4,29             |                  | 0                |                  |                  |   |                      |                      |                      |                      |                      |                      |                      |                      |                      |
| Totaux LNH | Totaux LNH                      | Totaux LNH | 407 | 204              | 131              | 46               |                  |                  | 3,34             |                  | 12               |                  | 27               | 7 | 18                   |                      |                      | 3,48                 |                      | 0                    |                      |                      |                      |

### En équipe nationale
| Année | Équipe | Compétition          |    | PJ | V | D | Min | BC  | Moy | % Arr | Bl | Pun                |  | Résultat |
| 1983  | Canada | Championnat du monde | 10 | 6  | 4 |   |     | 3   |     | 1     |    | Médaille de bronze |  |          |
| 1985  | Canada | Championnat du monde | 2  | 1  | 1 |   |     | 5,5 |     | 0     |    | Médaille d'argent  |  |          |

## Honneurs et trophées
- Ligue nationale de hockey
  - Récipiendaire du trophée William-M.-Jennings remis aux gardien de l'équipe ayant accordé le moins de buts (trophée partagé avec Denis Herron) en 1982.
  - Vainqueur de la Coupe Stanley avec les Flames de Calgary en 1989.

## Transactions en carrière
- Repêchage 1979 : réclamé par les Canadiens de Montréal (3e choix de l'équipe, 58e choix au total).
- 9 juin 1984 : échangé par les Canadiens avec le choix de deuxième ronde des Whalers de Hartford au repêchage 1984 (choix acquis précédemment, les Blues sélectionnent avec ce choix Brian Benning), le choix de deuxième ronde des Canadiens en 1984 (les Blues sélectionnent avec ce choix Tony Hrkac) et le choix de troisième ronde des Canadiens en 1984 (les Blues sélectionnent avec ce choix Robert Dirk) aux Blues de Saint-Louis en retour du choix de première ronde des Blues au repêchage de 1984 (les Canadiens sélectionnent avec ce choix Shayne Corson) ainsi que le choix de deuxième ronde de 1984 (les Canadiens sélectionnent avec ce choix Stéphane Richer).
- 7 mars 1988 : échangé par les Blues avec Rob Ramage aux Flames de Calgary en retour de Brett Hull et Steve Bozek.
- 2 janvier 1992 : échangé par les Flames avec Doug Gilmour, Jamie Macoun, Kent Manderville et Ric Nattress aux Maple Leafs de Toronto en retour de Gary Leeman, Oleksandr Hodyniouk, Jeff Reese, Michel Petit et Craig Berube.